# Велика Стінка
Велика Стінка — річка  в Україні, у Христинівському і Теплицькому районах Черкаської та Вінницької областей. Права притока Удичу (басейн Південного  Бугу).
Назва утворена через схил гори або крутий порослий лісом берег річки; гай по схилах гори над річкою.

## Опис
Довжина річки 16 км, похил річки — 3,3 м/км. Формується з багатьох безіменних струмків та водойм. Площа басейну 65,0 км².

## Розташування
Бере початок у селищі Яри. Тече переважно на південний схід через Комарівку, Кам'янки і в Росоші впадає у річку Удич, ліву притоку Південного Бугу.